# Idaea ooptera
Idaea ooptera là một loài bướm đêm trong họ Geometridae.